# Whewell-vergelijking

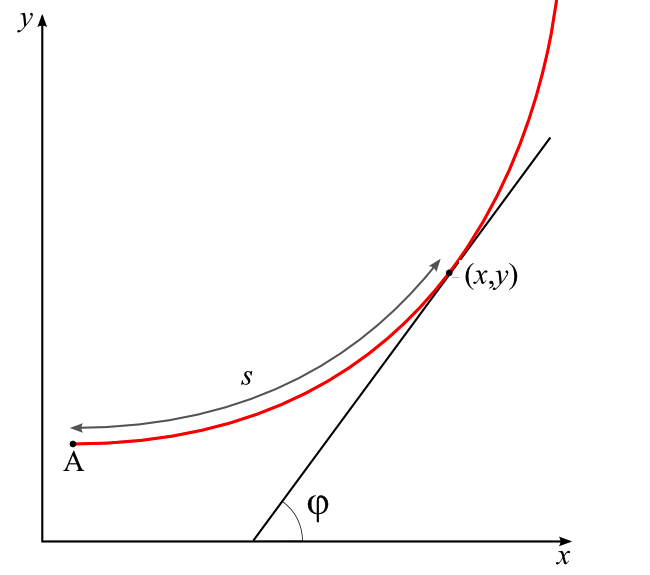
Belangrijke grootheden in de Whewell-vergelijking

In de meetkunde is de Whewell-vergelijking van een vlakke kromme een vergelijking die het verband geeft tussen de hoek {\displaystyle \varphi } tussen de raaklijn in een punt van de kromme en de x-as, en de  booglengte {\displaystyle s}. Deze grootheden zijn niet afhankelijk van het gebruikte coördinatensysteem met uitzondering van de keuze van de richting van de x-as, dus de Whewell-vergelijking is een intrinsieke vergelijking van de kromme. Als een kromme ontstaan is  door translatie van een andere kromme, zijn hun Whewell-vergelijkingen hetzelfde.
Wanneer het verband een functionele relatie is, zodat de hoek {\displaystyle \varphi } wordt uitgedrukt als een functie van de booglengte {\displaystyle s}, zijn sommige eigenschappen gemakkelijk te hanteren. In het bijzonder is dan de afgeleide van de hoek naar de booglengte gelijk aan de kromming. Bijgevolg levert de afgeleide van de Whewell-vergelijking een Cesàro-vergelijking van dezelfde kromme op.
De vergelijking is genoemd naar William Whewell, die deze in 1849 introduceerde in een artikel in de Cambridge Philosophical Transactions. In zijn opvatting was de genoemde hoek de afwijking van de richting van de kromme in een vast beginpunt en deze conventie wordt ook wel door andere auteurs gebruikt. Dit is equivalent met de hier gegeven definitie door de toevoeging van een constante hoek of door de kromme te draaien.

## Eigenschappen
Als de kromme geparametriseerd is termen van de booglengte {\displaystyle s}, wordt  {\displaystyle \varphi } bepaald door:
{\displaystyle {\frac {{\rm {d}}{\vec {r}}}{{\rm {d}}s}}={\begin{pmatrix}{\rm {d}}x/{\rm {d}}s\\{\rm {d}}y/{\rm {d}}s\end{pmatrix}}={\begin{pmatrix}\cos(\varphi )\\\sin(\varphi )\end{pmatrix}},}
waaruit volgt:
{\displaystyle {\frac {{\rm {d}}y}{{\rm {d}}x}}=\tan(\varphi ).}
Parametrische vergelijkingen voor de kromme verkrijgt men door de integralen:
{\displaystyle x=\int \cos(\varphi )\,{\rm {d}}s}
{\displaystyle y=\int \sin(\varphi )\,{\rm {d}}s}
Aangezien de kromming gedefinieerd is als:
{\displaystyle \kappa ={\frac {{\rm {d}}\varphi }{{\rm {d}}s}},}
volgt de Cesàro-vergelijking eenvoudigweg door differentiatie van de Whewell-vergelijking.

## Voorbeelden
| Kromme      | Vergelijking                     |
| ----------- | -------------------------------- |
| Lijn        | {\displaystyle \varphi =c}       |
| Cirkel      | {\displaystyle s=a\varphi }      |
| Kettinglijn | {\displaystyle s=a\tan \varphi } |